# Samuel Clegg
Samuel Clegg (2 de marzo de 1781 - 8 de enero de 1861) fue un ingeniero civil británico, conocido principalmente por su desarrollo del proceso de producción industrial del gas de alumbrado.

## Semblanza

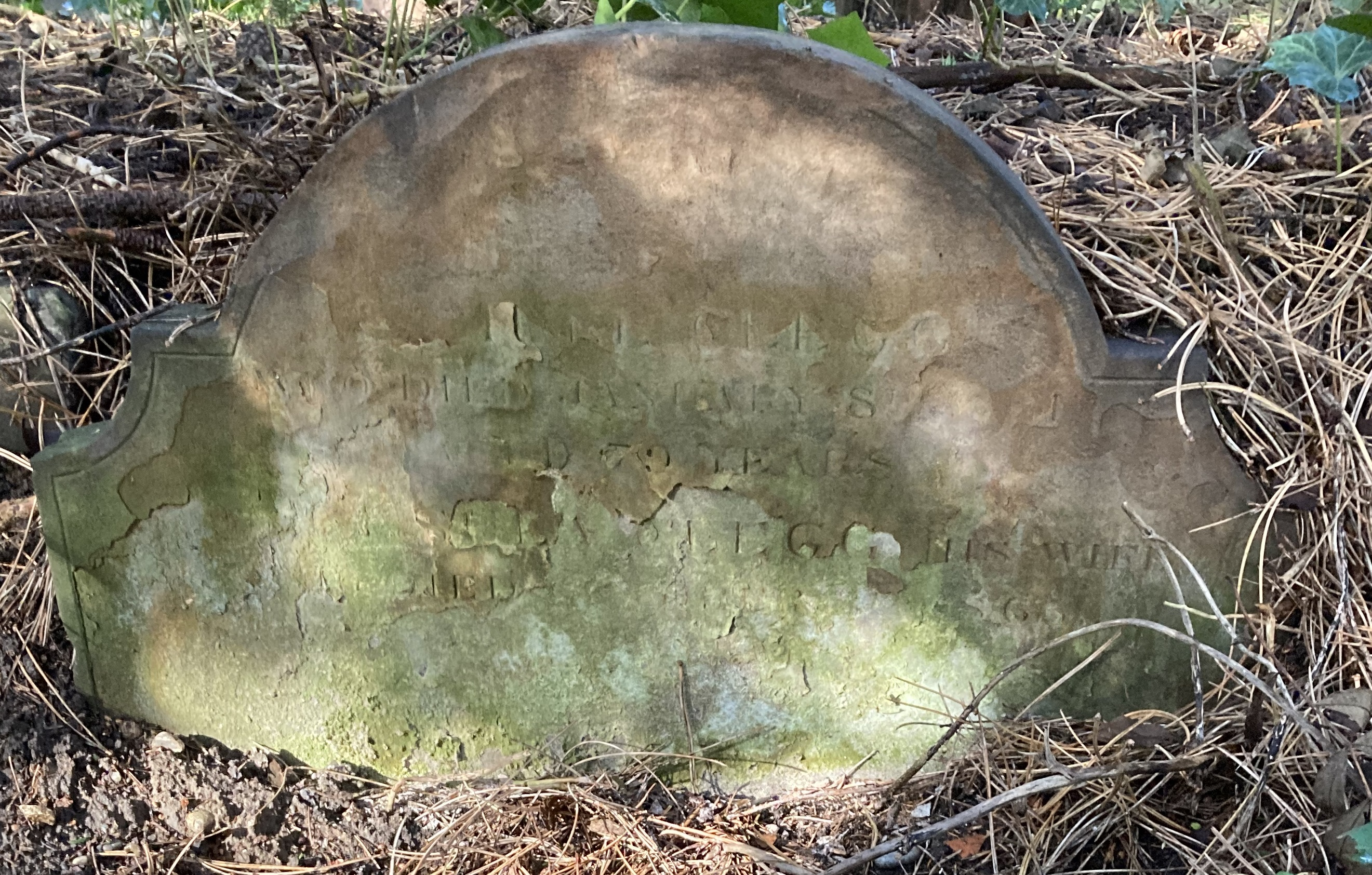
Tumba de Samuel Clegg en el cementerio de Highgate

Clegg nació en Mánchester en 1781, donde recibió una educación científica a cargo del doctor Dalton. Más adelante fue aprendiz en la empresa Boulton y Watt, en cuya Fábrica del Soho fue testigo de muchos de los experimentos de William Murdoch en el uso del gas de alumbrado. Su formación progresó tanto, que el industrial Henry Lodge lo contrató para instalar el alumbrado de gas en sus fábricas de algodón de Sowerby Bridge, cerca de Halifax. Este encargo le llevó a buscar un método para purificar el gas más simple que los disponibles hasta entonces, para lo que inventó un sistema que empleaba cal. También instaló el alumbrado de gas en los talleres de Thomas Hinde en Dolphinholme, en Lancashire.
Después de mudarse a Londres, iluminó en 1813 con gas el establecimiento del Sr. Rudolph Ackermann, vendedor de grabados, en el número 101 de la calle Strand. Su instalación tuvo tanto éxito entre el público, que al año siguiente se convirtió en ingeniero de la Chartered Gas Company. Realizó muchos intentos fallidos de construir un medidor seco que registrara satisfactoriamente el gas suministrado, hasta que en 1815 y nuevamente en 1818 patentó un medidor de agua, que serviría de base a todas las mejoras posteriores en el método de medición de gas.
Durante algunos años se dedicó activamente a la construcción de plantas de gas, o al asesoramiento en la formación de nuevas empresas gasistas. Sin embargo, su asociación con un establecimiento de ingeniería en Liverpool le llevó a perder todas posesiones, viéndose obligado a comenzar de nuevo casi desde cero.
Posteriormente fue empleado por el Gobierno de Portugal como ingeniero, puesto desde el que dirigió la reconstrucción de la casa de moneda en Lisboa y ejecutó varias otras obras públicas. A su regreso a Inglaterra las obras ferroviarias llamaron su atención, y desafortunadamente se involucró en el ferrocarril atmosférico que estaba siendo desarrollado por la compañía Samuda Brothers. El fracaso del sistema de impulsión mediante vacío como un medio de locomoción práctico supuso un gran golpe para Clegg, que nunca más tomaría parte activa en iniciativas públicas.
El gobierno lo designó como uno de los oficiales topógrafos para realizar investigaciones preliminares sobre solicitudes de nuevas plantas de producción de gas de alumbrado, y ocupó su tiempo libre contribuyendo al elaborado tratado sobre la fabricación de gas de carbón publicado por su hijo Samuel en 1850. Se convirtió en miembro de la Institución de Ingenieros Civiles en 1829, y tuvo un papel destacado en las discusiones de sus reuniones.
Murió en Fairfield House, Adelaide Road, Haverstock Hill, Middlesex, en 1861, siendo enterrado en el lado occidental del cementerio de Highgate.